# ㅆ
ㅆ (reviderad romanisering: ssangsiot, hangul: 쌍시옷) är en av fem dubbelkonsonanter i det koreanska alfabetet. Den består av två stycken ㅅ.